# Susanna White
Susanna White (* 1960) je britská režisérka.

## Biografie

### Filmografie
- 1999 Holby City
- 2000 Attachments
- 2001 Teachers
- 2003 Love Again
- 2004 Lie with Me
- 2005 Pan Harvey zapaluje svíčku
- 2006 Osudová láska Jany Eyrové
- 2008 Generation Kill
- 2010 Kouzelná chůva a Velký třesk (org. Nanny McPhee and the Big Bang)